# Ruta 222 (Costa Rica)
La Ruta 222, oficialmente Ruta Nacional Secundaria 222, es una ruta nacional de Costa Rica ubicada en las provincias de San José y Cartago.

## Descripción
En la provincia de San José, la ruta atraviesa el cantón de Desamparados (los distritos de Frailes, San Cristóbal, Rosario), el cantón de Aserrí (los distritos de Tarbaca, San Gabriel).
En la provincia de Cartago, la ruta atraviesa el cantón de Cartago (el distrito de Corralillo), el cantón de El Guarco (el distrito de San Isidro).